# Menschen im Hotel (1932)
Menschen im Hotel (Originaltitel: Grand Hotel) ist der erste Spielfilm mit Starbesetzung, die unter anderem Greta Garbo, Joan Crawford und John Barrymore umfasste. Regie führte Edmund Goulding. Der Film wurde am 12. April 1932 in den US-Verleih gebracht und basiert auf dem gleichnamigen Bühnenstück von Vicki Baum. In Deutschland erschien der Film am 14. Februar 1933.

## Handlung
Die verwickelte Handlung schildert die verwobenen Schicksale mehrerer Menschen, die sich Ende der 1920er Jahre im Grand Hotel von Berlin aufhalten und deren Lebensläufe sich während 24 Stunden immer wieder treffen und überkreuzen. Unter den Blicken von Dr. Otternschlag, der seit einer Kriegsverletzung seinen ständigen Aufenthalt im Hotel genommen hat, beginnt der Film nach einer kurzen Vorstellung der meisten Protagonisten mit dessen Bemerkung 

„Grand Hotel. Immer dasselbe. Die Menschen kommen und gehen. Nie geschieht etwas.“

Kurz danach treffen die einzelnen Hauptpersonen ein. 
Grusinskaya war vor der Oktoberrevolution eine der berühmtesten Ballerinen in Russland. Jetzt ist sie über den Zenit ihrer Karriere hinaus und leidet unter nervöser Anspannung. Sie hat erneut eine Vorstellung abgebrochen und ihr Impresario droht mit Schadensersatzklagen. Gleichzeitig mit ihr trifft Baron von Gaigern ein, ein Lebemann, der sich mit Diebstählen über Wasser hält und dessen Spielschulden ihn in Konflikt mit seinen Gläubigern gebracht haben. Er hat die Absicht, die wertvolle Perlenkette der Grusinskaya zu stehlen. 
Direktor Preysing befindet sich im Hotel, um mit möglichen künftigen Teilhabern seiner Firma zu verhandeln, ohne deren Kapital seine Firma vom Bankrott bedroht ist. Er ruft die Stenotypistin Flämmchen zu sich, um ihr einige Briefe zu diktieren. Diese deutet an, gegen entsprechende Gegenleistungen, auch zu mehr bereit zu sein, als nur Briefe zu tippen.
Zur selben Zeit trifft Herr Kringelein, Angestellter der Preysingschen Firma, im Hotel ein. Er hat von seiner unheilbaren Krankheit erfahren. Mit seinen Ersparnissen will er seine letzten Tage im Luxus genießen. An der Bar lernt er Baron von Gaigern kennen. Nach einem Kartenspiel bestiehlt der Baron Kringelein um seinen erheblichen Gewinn und die Ersparnisse, doch lässt er sich von der Verzweiflung des Mannes rühren und gibt das Geld direkt wieder zurück. 
Kurz vorher haben sich der Baron und Flämmchen kennengelernt. Flämmchen ist von dem weltmännischen Herrn, der sie mit Respekt und Wohlwollen behandelte, tief beeindruckt. Von Gaigern stellt Flämmchen Kringelein vor, die sich im weiteren Verlauf anfreunden. Kringelein konfrontiert unterdessen Preysing mit dessen moralischen Fehlern.
Grusinskaya will derweil aus dem Leben scheiden, da sie den Anforderungen der Welt nicht mehr zu genügen scheint. Nach der abgebrochenen Vorstellung, noch im Ballettkostüm, ist sie bereit, Schlaftabletten zu nehmen. Baron von Gaigern, der über das Fenstersims in ihr Zimmer eingedrungen war, gibt ihr im Laufe eines Gesprächs neuen Lebensmut – und ihr das bereits entwendete Perlenhalsband zurück. Beide verlieben sich und wollen gemeinsam am nächsten Tag an die Riviera fahren. Das Angebot der Grusinskaya, ihm das dringend benötigte Geld zu geben, lehnt der Baron ab und versucht es stattdessen mit einem Einbruch bei Preysing. Preysing ertappt den Einbrecher und während eines Handgemenges erschlägt er den Baron. Verzweifelt versucht Preysing, Kringelein als Zeugen entweder zu erpressen oder zu bestechen, dieser bleibt jedoch korrekt und meldet den Vorfall. Am nächsten Morgen reist die Grusinskaya, deren Umfeld ihr den Mord am Baron verschweigt, mit neuem Lebensmut zu ihrem nächsten Auftritt in Wien, in der Hoffnung, am Bahnhof den Baron zu treffen. Flämmchen und Kringelein fahren gemeinsam nach Paris, wo es dem Vernehmen nach eine neue Behandlungsmethode für Kringeleins Leiden geben soll. 
Der Film endet wie er begonnen hat mit den Worten von Dr. Otternschlag

„Grand Hotel. Immer dasselbe. Die Menschen kommen und gehen. Nie geschieht etwas.“

## Hintergrund
Vicki Baums einige Jahre zuvor erschienener Roman Menschen im Hotel war zu einem internationalen Erfolg geworden. Eine Bühnenfassung wurde ebenfalls sehr erfolgreich und MGM kaufte die Filmrechte für knapp 35.000 Dollar. Ab Mitte 1931 begannen die Planungen für die Verfilmung und Irving Thalberg beschloss, in Abkehr von den bislang üblichen Strategien, alle Rollen in dem Film mit namhaften Stars zu besetzen. War Greta Garbo von Anfang an gesetzt, so war der Rest der Besetzung eher volatil. Zunächst sollten John Gilbert und dann Clark Gable den Baron von Gaigern spielen. Für die Rolle des Kringelein war Buster Keaton im Gespräch. Joan Crawford war zunächst nicht begeistert, eine Nebenrolle in einem Greta-Garbo-Streifen zu spielen, doch am Ende ließ sie sich überzeugen und gab eine der besten Darstellungen ihrer Karriere als ambitionierte Frau, die den widrigen Umständen mit allen Mitteln entkommen will. 
Im Verlauf der Handlung spricht Greta Garbo einen der berühmtesten Filmsätze überhaupt:

„Ich will allein sein.“

Ihre Darstellung einer verzweifelten, von Weltschmerz und Melancholie geplagten Künstlerin wurde damals als Epitom der Schauspielkunst gefeiert. Berühmt wurden die Szenen, in denen sie ihren Schmuck, ihre Ballettschuhe und andere Gegenstände zärtlich liebkost und über die Vergänglichkeit von Ruhm und Zeit philosophiert. Später hat sie mit John Barrymore einige Sequenzen, die ebenfalls oft zitiert werden, um das Geheimnis von Greta Garbos Schauspielkunst zu dokumentieren. 
Die Autorin Rachel Gallagher schreibt in ihrem Roman The Girl Who Loved Garbo über die Szenen (zitiert in Barry Paris Garbo, S. 314):

„Wer klammert sich an wen? Wer hat die Oberhand? Die beiden Personen, die sie und Barrymore darstellen, scheinen sich auf gleicher Ebene zu begegnen. Es ist ein Abbild wahrer Liebe, großer Leidenschaft und eine Sache, die weit über Ebenbürtigkeit hinausgeht: vollständige gegenseitige Hingabe.“

Der Erfolg zog eine ganze Reihe von Folgeproduktionen mit Starbesetzung nach sich, die möglichst viele Topstars in eine Handlung zu integrieren suchten. Bekannte Beispiele waren Wenn ich eine Million hätte, Nachtflug und Dinner um acht.

### Synchronisation
Es existieren drei deutsche Synchronfassungen, eine für die Erstaufführung, eine für die BRD und eine für die DDR. Die erste entstand 1933 bei MGM in Hollywood, wie viele frühe Synchronisationen. Die Dialogregie führte vermutlich Edgar G. Ulmer. Die zweite entstand 1954 im MGM Synchronisations-Atelier und die dritte 1985 im DEFA Studio für Synchronisation, Berlin.
| Rolle             | Darsteller       | Synchronsprecher (USA 1933) | Synchronsprecher (BRD 1954)    | Synchronsprecher (DDR 1985) |
| ----------------- | ---------------- | --------------------------- | ------------------------------ | --------------------------- |
| Grusinskaya       | Greta Garbo      | Aida Stuckering             | Ingeborg Grunewald             | Angelika Waller             |
| Baron von Gaigern | John Barrymore   | Egon von Jordan             | Friedrich Joloff               | ?                           |
| Flämmchen         | Joan Crawford    | ?                           | Lu Säuberlich                  | ?                           |
| Direktor Preysing | Wallace Beery    | ?                           | Walter Suessenguth             | Eberhard Mellies            |
| Otto Kringelein   | Lionel Barrymore | ?                           | Alfred Balthoff                | Wolfgang Jakob              |
| Dr. Otternschlag  | Lewis Stone      | ?                           | Carl-Heinz Schroth             | ?                           |
| Herr Senf         | Jean Hersholt    | ?                           | Eduard Wandrey                 | Werner Senftleben           |
| Meierheim         | Robert McWade    | ?                           | Siegfried Schürenberg          | ?                           |
| Dr. Zinnowitz     | Purnell Pratt    | ?                           | Hans Ulrich oder Otto Matthies | ?                           |
| Suzette           | Rafaela Ottiano  | ?                           | Roma Bahn                      | ?                           |
| Chauffeur         | Morgan Wallace   | ?                           | Franz Nicklisch                | ?                           |
| Schweimann        | Murray Kinnell   | ?                           | Klaus Schwarzkopf              | ?                           |
| Dr. Waitz         | Edwin Maxwell    | ?                           | Stanislav Ledinek              | ?                           |

## Kinoauswertung
Menschen im Hotel kostete mit 700.000 US-Dollar kaum mehr als eine etwas teurere Produktion von MGM. An der Kinokasse entwickelte sich der Film dank einer wahren Publicityschlacht zum größten Kinoerfolg des Jahres. In den USA spielte er die hohe Summe von 1.235.000 US-Dollar ein und brachte es außerhalb der USA auf weitere 1.359.000 US-Dollar, was einem kumulierten Einspielergebnis von insgesamt 2.594.000 US-Dollar entsprach. Mit einem Profit von 947.000 US-Dollar trug Menschen im Hotel entscheidend dazu bei, dass MGM 1932 trotz der Weltwirtschaftskrise über 8 Mio. US-Dollar Gewinn erwirtschaftete.

## Auszeichnungen
Der Film gewann auf der Oscarverleihung 1932 den Preis in der Kategorie:
- Bester Film.

Im Jahr 2007 wurde der Film in das National Film Registry aufgenommen.

## Kritik
Mordaunt Hall, Kritiker der New York Times, war voll der Begeisterung in seiner Rezension: 

„Es ist eine Produktion, die den ganzen Medienrummel wert ist und die etlichen beteiligten Filmgrößen können stolz auf ihre Leistungen sein, besonders Greta Garbo und Lionel Barrymore. […] Garbo, selbstverständlich, spielt die Tänzerin Grusinskaya, auf der Bühne von Eugénie Leontovich dargestellt. Garbo, sicherlich zufrieden endlich von begabten Darstellern umgeben zu sein, versucht alles, um zu glänzen. Und sie überzeugt auf die beste Weise. Sie ist überwältigend in ihren frühen Szenen und charmant in den Liebesszenen mit Baron Gaigern, dargestellt von John Barrymore […] Und später, angetan mit einem Chinchillamantel, ist sie fröhlich und sorglos, da die temperamentvolle Tänzerin die Liebe entdeckt hat.“

Mit einigen Jahrzehnten Abstand meinte das Lexikon des internationalen Films:

„Der Greta-Garbo-Film hat bis heute dank der großen schauspielerischen Leistungen kaum etwas von seiner packenden Wirkung verloren. Störend bemerkbar macht sich die oberflächliche Schicksalskonstruktion der Romanvorlage.“

Als der Film 22 Jahre nach seiner Uraufführung wieder im Kino zu sehen war, gelangte der Evangelische Film-Beobachter zu folgender Einschätzung: 

„Der nach Vicky Baums erfolgreichem gleichnamigen Roman gedrehte Film wirkt im ganzen veraltet. Im einzelnen vermag das Wiedersehen mit Greta Garbo Interesse zu erwecken.“